# Австралийское агентство по международному развитию
Австралийское агентство по международному развитию является австралийским государственным агентством, ответственным за руководство международной программой помощи Австралии. Целью программы помощи является содействие развивающимся странам в сокращении бедности и обеспечении устойчивого развития в соответствии с национальными интересами Австралии. 
AusAID предоставляет консультации и поддержку министру и парламентскому секретарю по вопросам разработки политики, а также планирует и координирует деятельность по сокращению бедности в партнерстве с развивающимися странами.
Являясь независимым агентством согласно Закону о финансовом менеджменте и подотчетности, оно всё же является частью Министерства иностранных дел и внешней торговли согласно Закону о госслужбе, который охватывает отчетность о человеческих ресурсах и нефинансовую отчетность. Головной офис AusAID находится в Канберре. AusAID также имеет представительства в 25 австралийских дипломатических миссиях за рубежом.

## История
- 1974 Австралийское агентство содействия развитию
- 1976 Австралийского бюро по содействию развитию
- 1987 Австралийское бюро развития международной помощи (AIDAB)
- 1995 Австралийское агентство по международному развитию

В 2005 году Джон Говард обязал Австралию в два раза увеличить австралийскую помощь до $ 4 млрд в год к 2010 году. Из бюджета 2007-2008 гг. правительство объявило об общем объеме выделенной помощи в размере 3,2 млрд и об ожиданиях "продолжить увеличение помощи на цели развития до $ 3,5 млрд в 2008-2009 гг., до $ 3,8 млрд в 2009-2010 гг. и до $ 4,3 млрд в 2010-2011 гг."

## Виды помощи
- Реализация Целей развития тысячелетия
- гуманитарная помощь при чрезвычайных ситуациях и стихийных бедствиях
- Продовольственная помощь

Австралия выделяет около 150 тысяч тонн продовольственной помощи каждый год на общую сумму около $ 65 миллионов для людей в кризисное время в таких странах, как Бангладеш, Индонезия, Шри-Ланка, Судан и Чад. По меньшей мере половина этого тоннажа исходит от австралийских фермеров и поставщиков. 
- Беженцы

Австралия выделяет средства для Верховного комиссара ООН по делам беженцев (УВКБ ООН) и другим ключевым гуманитарным организациям по предоставлению защиты и помощи беженцам и внутренне перемещенным лицам. Австралия также поддерживает программы, которые способствуют поиску долгосрочных решений для беженцев и вынужденных переселенцев во время кризисов и воссоединения возвращающихся лиц, особенно в Азиатско-Тихоокеанском регионе.
- Восстановление и реконструкция
- Деятельность по разминированию

Австралийская программа помощи предусматривает поддержку разминирования, информирования о минной опасности, оказания помощи пострадавшим и информационно-пропагандистской деятельности, в сотрудничестве с рядом международных, региональных и местных организаций.